# 小行星3433
小行星3433（3433 Fehrenbach）是一颗绕太阳运转的小行星，为主小行星带小行星。该小行星于1963年10月15日发现。

## 轨道参数
小行星3433的轨道半长轴为2.3940720 UA，离心率为0.186。